# Pallavaram
Pallavaram  è una suddivisione dell'India, classificata come municipality, di 143.984 abitanti, situata nel distretto di Kanchipuram, nello stato federato del Tamil Nadu. In base al numero di abitanti la città rientra nella classe I (da 100.000 persone in su).

## Geografia fisica
La città è situata a 12° 57' 50 N e 80° 09' 01 E.

## Società

### Evoluzione demografica
Al censimento del 2001 la popolazione di Pallavaram assommava a 143.984 persone, delle quali 73.152 maschi e 70.832 femmine. I bambini di età inferiore o uguale ai sei anni assommavano a 14.346, dei quali 7.473 maschi e 6.873 femmine. Infine, coloro che erano in grado di saper almeno leggere e scrivere erano 116.206, dei quali 61.758 maschi e 54.448 femmine.